# Degradead
Degradead ist eine schwedische Melodic-Death-Metal-Band mit Metalcore-Anleihen und Thrash-Metal-Wurzeln. Sie wurde 2000 unter dem Namen Septima gegründet und nannte sich 2007 in Degradead um.

## Geschichte
Bei Septima spielten David Szücs (Gitarre), Kenneth Helgesson (Schlagzeug), Frederik Johansson (Gesang/Gitarre) und Michel Bärzén (Bass) zwischen 2000 und 2003 mehrere Demos ein. Als zweiter Gitarrist folgte Jesper Bronner, Frederik Johansson konzentrierte sich von da an auf den Gesang, wurde aber 2003 von Mikael Sehlin (außerdem seit 2012 bei Engel) ersetzt. Die Gruppe nahm an der schwedischen Ausgabe des Emergenza teil und erreichte dort das Finale. Nachdem mit Anders Nyström 2004 ein neuer Gitarrist für Frederik Johansson einstieg, nahm man die beiden Demos Rest in Pieces (2005) und Death Row (2006) auf und änderte den Namen 2007 in Degradead.
Das Debütalbum Till Death Do Us Apart wurde in den Studios von In Flames aufgenommen. Hinter dem Produzentenkürzel H.O.R.D.E. verbargen sich Jesper Strömblad, Daniel Svensson und Björn Gelotte. Dockyard 1 veröffentlichte das Album 2008.
2009 erschien Out of Body Experience, das diesmal im Abyss Studio aufgenommen wurde. Produzent war Jonas Kjellgren (ex-Centinex, ex-Scar Symmetry), Toningenieur Daniel Bergstrand.

## Musikstil
Degradead spielt Melodic Death Metal, der im Gegensatz zu einer Reihe von neuen Bands wenig am Metalcore orientiert ist. In Reviews wird die Band unter anderem mit Dimension Zero, Soilwork, Dark Tranquillity und ihren Mentoren von In Flames verglichen.

## Rezeption
Jesper Strömblad, ehemaliger Gitarrist der Band In Flames, sagte über Degradeads Debütalbum:

“The Future Of Metal”

„Die Zukunft des Metal“

Im Großen und Ganzen wurden die Werke der Gruppe von der Presse allerdings als durchschnittlich bezeichnet. Das deutsche Rock-Hard-Magazin verlieh für das Debütalbum 7,0 Punkte.

## Diskografie

### Alben
- 2008: Til Death Do Us Apart
- 2009: Out of Body Experience
- 2011: A World Destroyer
- 2013: The Monster Within
- 2016: Degradead

### Demos (unter dem Namen Septima)
- 2002: Born in Sin
- 2003: Sonnett to Death
- 2004: Arise
- 2005: Rest in Pieces
- 2006: Live in Pieces (Promo-DVD)
- 2006: Death Row
- 2007: Walk to the Purgatory